# لیسکی (نهبندان)
لیسکی یک روستا در ایران است که در بخش شوسف شهرستان نهبندان در استان خراسان جنوبی واقع شده‌است.

## جمعیت
این روستا در دهستان عربخانه قرار دارد و براساس سرشماری مرکز آمار ایران در سال ۱۳۸۵، جمعیت آن ۱۹ نفر (۷ خانوار) بوده‌است.